# Джак Уол
Джак Уол (на английски: Jack Wall) е американски композитор на музика за видеоигри. Композирал е музиката за повече от 20 видеоигри.
Уол има диплома по строително инженерство от Дрекселския университет (Drexel University) във Филаделфия, Пенсилвания. След кратък период, в който работи по специалността си, решава да премине в музикалния бизнес. За известно време работи с музикантите Джон Кейл (John Cale), Пати Смит и Дейвид Бърн (David Byrne).
През 1995 г. започва да се занимава с композиране на музика, главно в оркестров стил. Скоиро се насочва към индустрията за видео игри, като композира музиката за играта Vigilance (1997). През 2001 г. работи по саундтрака на играта Myst III: Exile, която го издига на небосклона на композиторите на музика за игри. През 2002 г. Уол става изпълнителен директор и един от двадесетимата съоснователи на Game Audio Network Guild (G.A.N.G.). През 2005 г. Уол заедно с основателя на G.A.N.G. и негов колега композитор Томи Таларико (Tommy Tallarico) започват да продуцират концертите Video Games Live. Уол е и диригент в международното Video Games Live турне. Последният саундтрак с музика на Джак Уол е към играта от 2010 г. Mass Effect 2. Музиката му за игрите Myst III: Exile, Myst IV: Revelation, Rise of the Kasai, Jade Empire, Mass Effect и Mass Effect 2 е номинирана и печели много специализирани награди.

## Биография
Джак Уол е роден във Финиксвил, Пенсилвания. Има диплома по строително инженерство от Университета Дрексел във Филаделфия и започва кариера „по проектиране на офиси и търговски центрове“.
В същото време е запален по музиката и свири в рок група. След като записват демокасета с групата, Уол се вдъхновява и решава да прекрати кариерата си като инженер и да се насочи към музикалния бизнес. Отначало работи като барман, а след това в разни звукозаписни студия първоначално във Филаделфия, а по-късно в Бостън и нюйоркското Skyline Studios.
През 1991 г. Уол напуска Skyline Studios и до 1994 г. работи като независим продуцент и звукорежисьор в Ню Йорк с музикантите Дейвид Бърн, Джон Кейл и Пати Смит, както и с местни групи. Докато Уол работи заедно с Джон Кейл по саундтрака на филма Дом на Америка (House of America), наблюдава как Кейл композира 30 минути музика на живо и се вдъхновява и той самия да започне с композиране на музика.

### Кариера
През 1995 г. Джак Уол живее в Лос Анджелис и се жени за певицата Синди Шапиро, с която се запознава една година по-рано. През 1997 г. се ражда и дъщеря им Грейси. Синди има приятел на име Джон Мартинез, който основава компания за видеоигри на име PostLinear Entertainment. Мартинез предлага работа на Джак Уол като композитор на компанията. Уол композира музиката за няколко игри на PostLinear, първата от които е Vigilance през 1997 г. След като напуска компанията на Мартинез, Джак Уол композира музиката за саундтрака на Myst III: Exile, музика която е първата му оркестрова партитура и творба, за която както самия Джак Уол казва „го поставя на картата на композиторите на видеоигри“. Също така е интересен и фактът, че играта Myst III е продължение на играта Myst – първата видеоигра която Джак Уол въобще е играл. Myst III е номинирана за наградата „Изключителни постижения в оригинална музикална композиция“ (Outstanding Achievement in Original Music Composition) на „Академията за интерактивни изкуства и наука“ (Academy of Interactive Arts & Sciences), но наградата печели играта Tropico, музиката за която е на друг композитор.
През 2002 г. Джак Уол става изпълнителен директор и съосновател на Game Audio Network Guild (G.A.N.G.). Групата работи за промоцирането и оценяването на музика за видеоигри, като и да оказва професионална подкрепа на композитори и музиканти на музика за игри. Тя е замислена и се ръководи от Томи Таларико. Джак Уол се отказва от глава на борда на директорите през 2007 г. и от 2010 изпълнява длъжността на заместник-председател. Уол заедно с Таларико продуцират концертите Video Games Live, които стартират през месец юли 2005 г. Двамата планират серия от концерти, които да представят оркестрирана версии на музика от десетки видеоигри. В концертите се съдържат сегменти от музика на видеоигри в изпълнение на живо от оркестър, заедно със светлинно шоу и видео кадри от игрите, както и участие на публиката ръководени от Джак Уол. Video Games Live заимства идеята за симфонични концерти в изпълнение на музика от видеоигри, която е популярна в Япония, в комбинация с рок концерт – за да се хареса и на „западните“ фенове. За 2009 г. се планират повече от 70 международни концерта на живо.
Той продължава да композира музика за игри, между които The Mark of Kri и Unreal II: The Awakening. Музиката за играта Myst IV: Revelation (2004) му донася първите три награди – „Най-добър запис на живо изпълнение“ (Best Live Performance Recording), „Най-добра оригинална вокална песен: хорова“ (Best Original Vocal Song: Choral) и „Музика на годината“ (Music of the Year) от G.A.N.G. наградите. Уол композира музиката за три игри излезли през 2005 г., включително и наградената за „Най-добър саундтрак албум“ игра Jade Empire. Следващите му работи са по игрите Mass Effect (2007), Mass Effect 2 (2010), Call of Duty: Black Ops II (2012) и Lost Planet 3, която се очаква да излезе през 2013 г. Музиката за игрите Mass Effect и Mass Effect 2 му носи няколко номинации и награди.

## Музикален стил
Въпреки че много от произведенията му са оркестрови, Джак Уол работи в широк спектър от стилове, включително „хевиметъл среща оркестър“ и „племенна перкусия“. За Jade Empire, той се фокусира върху използването на китайски инструменти и тайко барабани. Когато пише музика за видеоигри Джак Уол предпочита да си сътрудничи с дизайнерите на играта при създаването на музиката, тъй като смята, че „разнообразните идеи“ могат да направят музиката по-добра. Уол отбелязва, че трябва да е „гъвкав“ за да може да предаде собствена „визия“ и почерк на музиката си. Като част от това преди да започне предпочита да види документите за дизайна на самата игра, за да може да вникне в атмосферата на играта така че музиката му да се смеси с нея. Той също така смята, че един добър композитор на музика за видеоигри трябва да има много широк спектър от технически умения и музикални познания за да бъде успешен. Джак Уол признава, че най-любимата му музика която е създал е за саундтраковете на игрите Myst и Mass Effect. Уол казва, че предпочита да твори за игри които са „интересни“ и че всеки път се опитва да създаде възможно по-добра и оригинална музика. Въпреки че самия Уол е работил и с оркестри на живо и със „синтетични“ оркестри, той препоръчва на създателите на игри да използват оркестър с изпълнение на живо – въпреки по-големите финансови разходи, тъй като оркестърът на живо има много по-големи възможности за динамична музика и същевременно дава много по-голяма свобода на композитора, отколкото предварително записаната на синтезатор части от музика.

## Дискография
- Vigilance (1997)
- 10-Six (1998)
- Flying Saucer (1998)
- Evil Dead: Hail to the King (2000)
- Animorphs: Know the Secret (2000)
- Ultimate Ride (2001)
- Secret Agent Barbie (2001)
- Disney's Extremely Goofy Skateboarding (2001)
- Myst III: Exile (2001)
- The Mark of Kri (2002)
- Ben Hur: Blood of Braves (2003)
- Unreal II: The Awakening (2003)
- Wrath Unleashed (2004)
- Tom Clancy's Splinter Cell: Pandora Tomorrow (2004)
- Myst IV: Revelation (2004)
- Rise of the Kasai (2005)
- Neopets: The Darkest Faerie (2005)
- Jade Empire (2005)
- Dungeon Siege II (2005)
- Mass Effect (2007)
- Mass Effect 2 (2010)
- Quirky Orchestral (2012)
- Call of Duty: Black Ops II (2012)
- Lost Planet 3 (2013)

## Награди
| Година | Награда                                                                            | Категория | Игра                                       | Резултат  |
| ------ | ---------------------------------------------------------------------------------- | --- | ------------------------------------------ | --------- |
| 2001   | Академия за интерактивни изкуства и наука (Academy of Interactive Arts & Sciences) | Изключителни постижения в оригинална музикална композиция (Outstanding Achievement in Original Music Composition) | Myst III: Exile                            | Номиниран |
| 2004   | Gamespot – Best of 2004 Awards                                                     | Най-добра оригинална музика (Best Original Music)                                                                 | Myst IV: Revelation                        | Номиниран |
| 2004   | Game Audio Network Guild (G.A.N.G.)                                                | Най-добра интерактивна песен (Best Interactive Score)                                                             | Myst IV: Revelation                        | Номиниран |
| 2004   | Game Audio Network Guild                                                           | Най-добра оригинална вокална песен: поп (Best Original Vocal Song)                                                | Myst IV: Revelation („Начална музика“)     | Номиниран |
| 2004   | Game Audio Network Guild                                                           | Най-добър запис на живо изпълнение (Best Live Performance Recording)                                              | Myst IV: Revelation                        | Печели    |
| 2004   | Game Audio Network Guild                                                           | Най-добра оригинална вокална песен: хорова                                                                        | Myst IV: Revelation („Основна композиция“) | Печели    |
| 2004   | Game Audio Network Guild                                                           | Музика на годината                                                                                                | Myst IV: Revelation                        | Печели    |
| 2005   | Академията за интерактивни изкуства и наука                                        | Изключителни постижения в оригинална музикална композиция                                                         | Rise of the Kasai                          | Номиниран |
| 2005   | Академията за интерактивни изкуства и наука                                        | Изключителни постижения в оригинална музикална композиция                                                         | Jade Empire                                | Номиниран |
| 2005   | Game Audio Network Guild                                                           | Най-добър запис на живо изпълнение                                                                                | Jade Empire                                | Номиниран |
| 2005   | Game Audio Network Guild                                                           | Най-добра оригинална инструментална песен (Best Original Instrumental Song)                                       | Jade Empire („Основна композиция“)         | Номиниран |
| 2005   | Game Audio Network Guild                                                           | Най-добър саундтрак албум (Best Original Soundtrack Album)                                                        | Jade Empire                                | Печели    |
| 2007   | Game Audio Network Guild                                                           | Най-добра оригинална инструментална песен                                                                         | Mass Effect („The Citadel“)                | Номиниран |
| 2007   | Game Audio Network Guild                                                           | Най-добър саундтрак албум                                                                                         | Mass Effect                                | Номиниран |
| 2007   | IGN – Best of 2007 Awards                                                          | Най-добра оригинална песен (Best Original Score)                                                                  | Mass Effect                                | Печели    |
| 2007   | Gamespot – Best of 2007 Awards                                                     | Най-добра оригинална музика                                                                                       | Mass Effect                                | Печели    |
| 2010   | BAFTA                                                                              | Най-добра оригинална музика                                                                                       | Mass Effect 2                              | Номиниран |
| 2010   | Game Audio Network Guild                                                           | Най-добър саундтрак албум                                                                                         | Mass Effect 2                              | Номиниран |